# 叉帶棉紅蝽
叉帶棉紅蝽（学名：Dysdercus decussatus）为紅蝽科棉紅蝽屬下的一个种。